# 维拉尼·日格蒙德
维拉尼·日格蒙德（匈牙利語：Villányi Zsigmond，1950年1月1日—1995年1月13日），匈牙利男子现代五项运动员。他曾代表匈牙利参加1972年夏季奥林匹克运动会现代五项比赛，获得一枚银牌。